# Kim Hee-chul
Kim Hee-chul, noto anche con lo pseudonimo di Heechul (김희철?, 金希澈?, Gim HuicheolLR, Kim Hŭich'ŏlMR; Hoengseong, 10 luglio 1983), è un cantante, conduttore televisivo e attore sudcoreano. È principalmente conosciuto come membro della boy band k-pop Super Junior e del suo sottogruppo Super Junior-T.
Oltre alla sua attività di cantante con il gruppo, Kim Hee-chul ha portato avanti una carriera solista di attore e personaggio televisivo. Insieme a Kibum ha recitato nella sesta stagione della sitcom Nonstop. Nel 2006 ha recitato nel ruolo di Gong Min in Bad Family e nel 2007 nel ruolo di Kim Young-soo nel drama Golden Bride e nel 2010 in quello di Lee Chul in I Love You Ten Million Times. È stato fidanzato con la cantante Momo del gruppo femminile coreano Twice. La loro separazione viene confermata l'8 luglio 2021, circa un anno e mezzo dopo l'inizio della relazione.
Kim Hee-chul è inoltre apparso in numerose trasmissioni televisive come Vitamin, Sponge, Xman e Love Letter. Ha inoltre condotto la trasmissione radiofonica SBS Power FM Youngstreet insieme a Park Heebon, terminato a metà 2006. Nel 2010 ha presentato HeeChul's Young Street in onda sulla stazione radiofonica Power FM.
Kim Hee-chul ha avviato un proprio progetto musicale nel 2011, il gruppo M&D, insieme a Kim Jungmo, membro dei TRAX. M&D sta per "midnight and dawn" ("mezzanotte ed alba") ed anche per le città natali di Jungmo ed Kim Hee-chul, "Miari e Dangae-dong". Il 23 giugno 2011 il gruppo ha pubblicato il primo video musicale, Close Ur Mouth. Il testo è stato scritto da Kim Hee-chul mentre Jungmo ha curato gli arrangiamenti.
Kim Hee-chul è anche il regista del video. A settembre 2011 Kim Hee-chul annuncia il suo temporaneo allontanamento dalle scene per assolvere agli obblighi di leva. E nel  mentre il gruppo si imbarca nel tour Super Show 4 Tour Ha fatto ritorno il 30 agosto 2013.
Tra il 2016 e il 2018, numerosi sono stati i programmi che lo hanno visto conduttore.

## Filmografia

### Drama televisivi
- Sharp 2 (성장드라마 반올림 - 시즌 2) – serie TV (2005-2006)
- Loveholic (러브홀릭스) – serie TV, episodi 4-7, 9-10 (2005)
- Nonseutob 6 (논스톱6) - serie TV (2005-2006)
- Bullyang gajok (불량가족) - serie TV (2006)
- Golden Bride (황금신부) – serie TV (2007-2008)
- Taehee, Hyekyo, Jihyun! (태희혜교지현이) - serie TV (2009)
- Loving You a Thousand Times (천만번 사랑해) – serie TV, episodi 1-5, 8-35, 37-39, 41-43, 45-88 (2009-2010)
- I Am Legend (나는 전설이다) – serie TV, episodio 15 (2010)
- Melody of Youth (青春旋律) – serie TV (2011)
- The Heirs (왕관을 쓰려는자, 그 무게를 견뎌라 - 상속자들) - serie TV, episodio 4 (2013)
- Flower Grandpa Investigation Unit (꽃할배 수사대) - serie TV (2014)
- Recipe for Youth (청춘 레시피) - serie TV (2021)

### Film
- Kkonminam yeonswae tereosageon (꽃미남 연쇄 테러사건), regia di Lee Kwon (2007)
- Super Show 3 3D, regia di Ki Min-soo e Kim Hyeok-II - documentario (2011)
- I AM., regia Choi Jin Sung (2012)
- SMTOWN: The Stage - (2015)
- Goodbye Single (굿바이 싱글), regia di Kim Tae-gon (2016)
- Hello, My Cat (나만 없어 고양이), regia Bok Woonsuk, Shin Hyejin (2019)
- Super Junior: The Last Man Standing (슈퍼주니어: 더 라스트 맨 스탠딩), 2023

### Programmi televisivi
- Music Station (ミュージックステーション) - programma televisivo (2005)
- Love Letter (리얼로망스 연애편지) - programma televisivo, episodi 18, 22 86-87 (2005, 2006)
- Heroine 6 (여걸 6) - programma televisivo, episodi 33-42 (2005)
- Sponge (스펀지) . programma televisivo, episodi 90, 94, 102, 106, 111 (2005)
- X-Man (X맨) - programma televisivo, episodi 104-105, 114-115, 163-164, 172-177 (2005, 2006, 2007)
- Star Golden Bell (스타골든벨) - programma televisivo, episodi 64, 66, 68, 70, 73, 83 (2006)
- Mystery 6 (미스터리 추적6) - programma televisivo (2006)
- Happiness In ￦10,000 (행복주식회사 - 만원의 행복) - programma televisivo, episodi 125-126 (2006)
- Super Junior Full House (슈퍼주니어의 풀하우스) - programma televisivo (2006)
- Super Junior Mini-Drama (대결! 슈퍼주니어의 자작극) - programma televisivo (2006)
- Inkigayo (SBS 인기가요) - programma televisivo, episodi 429-458, 460-483, 525-527, 534, 576, 580, 635-637, 682-683, 783-784 (2007-2008, 2009, 2010, 2011, 2012, 2014)
- Explorers of the Human Body (인체탐험대) - programma televisivo, episodi 1-2, 4, 6-13 (2007-2008)
- Radio Star (황금어장 라디오스타) - programma televisivo, episodi 25, 161-163, 165-205, 436, 500, 650 (2007, 2010-2011, 2015, 2016, 2020)
- 8 vs 1 (대결 8대1) - programma televisivo, episodi 1-8, 10 (2008)
- We Got Married (우리 결혼했어요) - reality show, episodio 40, 44 (2008)
- Good Daddy (좋아서) - programma televisivo (2008-2009)
- Girls' Generation Goes to School (소녀 학교에 가다) - programma televisivo, episodio 2 (2009)
- Happy Together 3 (해피투게더) - programma televisivo, episodi 97, 386, 490-491 (2009)
- Invincible Youth (청춘불패) - programma televisivo, episodio 18 (2010)
- Family Outing 2 (패밀리가 떴다 2) - programma televisivo, episodi 8-9, 12 (2010)
- Oh! My School (오! 마이 스쿨) - programma televisivo, episodio 6 (2010)
- Strong Heart - programma televisivo, episodi 27-28, 79-80, 92 (2010-2011)
- Infinite Challenge (무한도전) - programma televisivo, episodio 210 (2010)
- Running Man (런닝맨) - programma televisivo, episodi 20, 207, 275 (2010, 2014, 2015)
- Immortal Songs: Singing the Legend (불후의 명곡 - 전설을 노래하다) - programma televisivo, episodi 6-7, 191, 263 (2011, 2015, 2016)
- Ssulzun (썰전) - programma televisivo (2013-2015)
- Human Condition (인간의 조건) - programma televisivo, episodi 44-47 (2013)
- Weekly Idol (주간 아이돌) - programma televisivo, episodi 128, 229-230, 245-270, 275, 300, 328-329, 335, 489-490, 576-577 (2014, 2015, 2016, 2017, 2020, 2022)
- The Return of Superman (슈퍼맨이 돌아왔다) - programma televisivo, episodio 19 (2014)
- We Got Married Global Edition 2 (글로벌편 우리 결혼했어요2) - reality show (2014)
- The TaeTiSeo - programma televisivo, episodi 1, 7 (2014)
- Music Bank (뮤직뱅크) - programma televisivo, episodi 754, 784, 786 (2014, 2015)
- A Song For You 3 - programma televisivo, episodi 14-15, 24 (2014)
- Hello Counselor 1 (안녕하세요 시즌1) - programma televisivo, episodi 190, 268 (2014, 2016)
- With You Along the Way 1 (一路上有你第一季) - programma televisivo (2015)
- Show! Eum-ak jungsim (쇼! 음악중심) - programma televisivo, episodio 453 (2015)
- M Countdown (엠 카운트다운) - programma televisivo, episodi 422, 435, 439, 453 (2015)
- 4 Things Show 2 (4가지쇼 시즌2) - programma televisivo, episodio 15 (2015)
- Wednesday Food Talk (수요미식회) - programma televisivo, episodi 1-13 (2015)
- A Style For You (어 스타일 포 유) - programma televisivo (2015)
- Ch. Girl's Generation (채널 소녀시대) - programma televisivo, episodi 1-2 (2015)
- Chuseok Special Duet Song Festival 8+ (추석특집 듀엣가요제 8+) - programma televisivo (2015)
- Idol National Singing Contest (아이돌 전국 노래자랑) - programma televisivo (2015)
- Love Music - programma televisivo (2015)
- Daily Taengoo Cam (일상의 탱구캠) - programma televisivo, episodio 4 (2015)
- Knowing Bros (아는 형님) - programma televisivo, episodi 1-8, 11- (2015, 2016, 2017, 2018, 2019, 2020, 2021)
- Start Together (一起出发) - programma televisivo, episodio 5 (2015)
- Code: Secret Room 1 (코드 - 비밀의 방) - programma televisivo, episodi 1-7, 13 (2016)
- With You All The Way 2 (一路上有你2) - programma televisivo (2016)
- People of Full Capacity (능력자들) - programma televisivo, episodi 25, 28 (2016)
- Duet Song Festival 1 (듀엣가요제) - programma televisivo, episodio 1 (2016)
- NCT On Air - programma televisivo (2016)
- Perhaps Love 3 (如果爱第三季) - programma televisivo (2016)
- Flower Crew 1 (꽃놀이패 시즌1) - programma televisivo, episodi 10-11 (2016)
- Singderella (싱데렐라) - programma televisivo (2016-2017)
- Phantom Singer (팬텀싱어) - programma televisivo (2016)
- Taxi (현장 토크쇼 택시) - programma televisivo, episodio 453 (2016)
- Lipstick Prince 1 (립스틱 프린스) - programma televisivo (2016-2017)
- Secretly, Greatly (은밀하게 위대하게) - programma televisivo (2016-2017)
- Game Show Yoo Hee Nak Rak (게임쇼 유희낙락) - programma televisivo (2016, 2017, 2018)
- New Journey to the West 3 (신서유기3) - programma televisivo, episodio 1 (2017)
- Guesthouse Daughters (하숙집 딸들) - programma televisivo, episodio 5 (2017)
- Bragging Room Guest (자랑방손님) - programma televisivo (2017)
- Lipstick Prince 2 (립스틱 프린스2) - programma televisivo (2017)
- Let's Eat Dinner Together (한끼줍쇼) - programma televisivo, episodio 27 (2017)
- I Can See Your Voice 4 (너의 목소리가 보여4) - programma televisivo, episodio 8 (2017)
- Life Bar (인생술집) - programma televisivo, episodi 20-118 (2017, 2018, 2019)
- Living Together in Empty Room (발칙한 동거 - 빈방 있음) - programma televisivo, episodi 8-11 (2017)
- We Like Zines! (냄비받침) - programma televisivo, episodi 1, 3, 6, 13 (2017)
- My Little Old Boy (미운 우리 새끼) - programma televisivo, episodi 43, 50, 146, 153-154, 156-157, 159-163, 165,168-171, 173-176, 178-179, 181-184, 186, 188, 192, 194-198, 201-202, 204, 206, 209, 214, 216, 218, 220, 223, 225-(2017, 2019, 2020)
- Idol School (아이돌학교) - programma televisivo (2017)
- SJ Returns (슈주 리턴즈) - programma televisivo, episodi 1-60 (2017)
- My Daughter's Men 2 (내 딸의 남자들: 아빠가 보고 있다) - programma televisivo, episodi 1-16 (2017, 2018)
- Saturday Night Live Korea 9 (새터데이 나이트 라이브 코리아 9) - programma televisivo, episodio 32 (2017)
- Taemin D-cumentary (디큐멘터리: 태민) - programma televisivo, episodio 2 (2017)
- Master Key (마스터 키) - programma televisivo, episodio 6 (2017)
- Fantastic Duo 2 (판타스틱 듀오 시즌2) - programma televisivo, episodio 33 (2017)
- Perfect on Paper - programma televisivo (2017)
- SJ Returns: PLAY The Unreleased Video Clips! (슈주 리턴즈 미공개 영상 PLAY) - programma televisivo (2018)
- Super Junior's Super TV 1 (슈퍼TV) - programma televisivo (2018)
- 1% Friendship (1프로의 우정) - reality show, episodi 1-9, 13-14 (2018)
- My Daughter's Men 3 (내 딸의 남자들: 아빠가 보고 있다3) - programma televisivo, episodi 1-16 (2018)
- Super Junior's Super TV 2 (슈퍼TV) - programma televisivo (2018)
- Amazing Saturday (놀라운 토요일) - programma televisivo, episodio 12 (2018)
- The Chul's Tour (땡철이 어디가) - programma televisivo (2018)
- Brain-fficial 1 (뇌피셜) - programma televisivo, episodi 9-10 (2018)
- My Daughter's Men 4 (내 딸의 남자들: 아빠가 보고 있다4) - programma televisivo (2018-2019)
- Begin A Game (비긴 어 게임) - game show (2018)
- SJ Returns 2 (슈주 리턴즈2) - programma televisivo, episodi 1-23 (2018)
- Star Garden (스타가덴) - (2019)
- Master in the House (집사부일체) - programma televisivo, episodio 54 (2019)
- Six-party talks (6자 회담) - programma televisivo (2019)
- Stage K (스테이지K) - programma televisivo, episodio 3 (2019)
- Studio Vibes (작업실) - programma televisivo (2019)
- Paik's Mystery Kitchen (백종원의 미스터리 키친) - programma televisivo (2019)
- Why Did You Come To My House? (우리집에 왜왔니) - programma televisivo episodi 1-16 (2019)
- Idol Room (아이돌룸) - programma televisivo, episodio 53, 72 (2018-2019)
- High School Style Icon (고등학생 간지대회) - programma televisivo (2019)
- Daily Episode Goganzi (고등학생 간지대회) - programma televisivo (2019)
- My Family is Watching (내 형제의 연인들 : 가족이 보고있다) - programma televisivo (2019)
- Problem Child in House (옥탑방의 문제아들) - programma televisivo, episodi 33, 110-117 (2019, 2020, 2021)
- RUN.wav (런웨이브) - programma televisivo, episodi 1, 19 (2019)
- Matching Survival 1+1 (썸바이벌 1+1) - programma televisivo 1-20 (2019)
- Hon-Life: Satisfaction Project (혼족어플) - programma televisivo (2019)
- I SEE ITZY - programma televisivo, episodio 1 (2019)
- A Man Who Feeds the Dog 4 (개밥 주는 남자) - programma televisivo (2019)
- Tell Me (어서 말을 해) - programma televisivo, episodio 2 (2019)
- SJ Returns 3 (슈주 리턴즈3) - programma televisivo (2019)
- Studio Music Hall (스튜디오 음악당) - programma televisivo (2019)
- Same Age Trainer (내 쌤은 동년배) - programma televisivo, episodio 1 (2019)
- Legend Club: Heechul's Shindong PC Room (희철이네 신동한 PC방 개업) - programma televisivo (2019)
- Player 7 (플레이어) - programma televisivo, episodio 16 (2019)
- Delicious Rendezvous (맛남의 광장) - programma televisivo, episodi 1-78, 90 (2019, 2020, 2021)
- Ask Us Anything Fortune Teller (무엇이든 물어보살) - programma televisivo, episodio 38 (2019)
- Eussya-eussya sanjinong-ga kaempein (으쌰으쌰 산지농가 캠페인) - programma (2020)
- Galaxy FAN PARTY - online (2020)
- Chuseogteugjib bangkogttechangdan (추석특집 방콕떼창단) - trasmissione (2020)
- Kaestopia (캣토피아) - live broadcast (2020)
- Eobengeolseu (어벤걸스) - live broadcast (2020)
- PUBG Mobile x BLACKPINK 'FUN MATCH' - programma web (2020)
- Celebrity's Private Life “Kim Hee-cheol’s Right, Right, Right” (셀럽의 사생활 ‘김희철의 옳치옳치’) - programma web (2020-)
- Studio Music Hall 2 (스튜디오 음악당2) - programma televisivo (2020)
- Bongmyeon ga-wang (미스터리 음악쇼 복면가왕) - programma televisivo, episodi 241-242 (2020)
- Love of 7.7 Billion (77억의 사랑) - programma televisivo, episodi 1-12 (2020)
- High School Style Icon 2 (고등학생 간지대회) - programma televisivo (2020)
- 20th Century Hit Song (이십세기 힛-트쏭) - programma televisivo (2020-)
- SJ Returns 4 (슈주 리턴즈 4) - programma televisivo (2020, 2021)
- I Live Alone (나 혼자 산다) - programma televisivo, episodio 350 (2020)
- Point of Omniscient Interfere (전지적 참견 시점) - programma televisivo, episodio 114, 144-145 (2020, 2021)
- Wannabe Ryan (내 꿈은 라이언) - programma web (2020)
- Show!terview with Jessi (제시의 쇼!터뷰) - programma televisivo, episodio 13 (2020)
- Top 10 Student (전교톱10) - programma televisivo (2020)
- Stay-At-Home Chorus (방콕떼창단) - programma televisivo (2020)
- Fashionista Taengoo (펫셔니스타 탱구) - programma televisivo, episodio 17 (2020)
- SJ News - programma web (2020)
- School Meal Restaurant (급식당) - programma web (2020)
- Things That Make Me Groove (언제까지 어깨춤을 추게 할 거야) - programma online, episodi 2, 7 (2020)
- Universe Hipsters (아형 방과 후 활동 '우주힙쟁이') - programma web (2020-2021)
- IDOL VS. IDOL (SUPERJUNIORのアイドルVSアイドル) programma televisivo, episodi 17-20 (2020)
- War of Famous Paintings (명화들의 전쟁) - programma web (2020)
- Comedy Big League 5 (코미디빅리그5) - programma televisivo, episodio 388 (2020)
- 2020 SBS Gayo Daejeon in Daegu (2020 SBS 가요대전) - programma televisivo (2020)
- Friends (프렌즈) - programma televisivo (2021)
- Hurrah for Independence (독립만세) - programma televisivo (2021)
- ZZIN Kyung Kyu (찐경규) - programma televisivo, episodio 26 (2021)
- Super Junior House Party Comeback Show (슈퍼주니어 컴백쇼) - programma televisivo (2021)
- Steel Troop (강철부대) - programma televisivo (2021)
- Falling for Korea: Transnational Couples (한국에 반하다-국제부부) - programma televisivo (2021)
- Petkage (펫키지) - programma televisivo (2021)
- D&E Show (댸니쇼) - programma televisivo, episodio 33 (2021)
- Dolsing Fourmen (신발 벗고 돌싱포맨) - programma televisivo, episodio 48 (2022)
- Boss in the Mirror (사장님 귀는 당나귀 귀) - programma televisivo, episodi 170, 179- (2022-)

## Discografia
- Cottage Industry (2015)
- Goody Bag (2016)
- Sweet Dream (2016) - singolo con Min Kyung-hoon
- Falling Blossoms (2018) - singolo con Min Kyung-hoon
- Old Movie (2019) - singolo

## Programmi radiofonici
- KBS Cool FM Volume Up (볼륨을 높여요) (2020)